# Aechmea correia-araujoi
Aechmea correia-araujoi es una especie fanerógama de la familia de Bromeliáceas. Es originaria de Brasil donde se encuentra en la Mata Atlántica.

## Cultivares
- Aechmea 'Haiku'

## Taxonomía
Aechmea correia-araujoi fue descrita por E.Pereira & Moutinho y publicado en Bradea, Boletim do Herbarium Bradeanum 3: 85–6, 91. 1980.
Etimología
Aechmea: nombre genérico que deriva del griego akme ("punta"), en alusión a los picos rígidos con los que está equipado el cáliz.
correia-araujoi: epíteto
Sinonimia